# چیزهای کوچک
«چیزای کوچک» تک‌آهنگی از وان دایرکشن است که در سال ۲۰۱۲ میلادی منتشر شد. این تک‌آهنگ در آلبوم مرا به خانه ببر (آلبوم وان دایرکشن) قرار داشت.
این تک‌آهنگ در چارت‌های بریتانیا، دانمارک، اسکاتلند، سوئد، سوئیس، اتریش در رتبه اول و در چارت‌های، استرالیا، فرانسه، فلاندرز، ایرلند، نیوزلند جزو ده ترانه اول قرار گرفت.